# Гелен Гальярд
Ге́лен Га́льярд (англ. Helen Betty Halyard; 24 листопада 1950, Детройт — 28 листопада 2023) — американська політична діячка, кандидатка на Президента США від Партії соціалістичного рівноправ'я під час виборів 1992 року. Бувши однією з небагатьох афроамериканок, що кандидували на посаду Президента, раніше вона двічі балотувалась на віцепрезидента як напарниця Едварда Вінна (також афроамериканця).
1974 року Гальярд брала участь у виборах до Палати представників США від 14 виборчого округу Конгресу Нью-Йорка, але програла Фредові Річмонду. 1976 вона повторила спробу, цього разу висунувшись від 19 округу, однак знову програла, цього разу Чарльзові Рейнджелу.
1982 року Гелен Гальярд була претенденткою на посаду сенатора США від Мічигану, але програла чинному сенатору, Дональду Ріґле. 1984 року вона була кандидаткою на віцепрезидента від третьої партії. 1985 і 1989 брала участь у виборах мера Детройта.
1988 року, коли Гальярд жила в Мічигані, вона була головою президентської кампанії Партії соціалістичного рівноправ'я. Їй довелося подавати петицію, щоб партія потрапила до виборчих бюлетенів Алабами. Гальярд була однією з тих, що критикували кандидатуру Джессі Джексона.
Гелен знову балотувалася до Конгресу від штату Мічиган 1994 року; їй дозволили брати участь у дебатах з основними кандидатами. Вона набрала 1329 голосів, програвши Лін Ріверз. 1996 року програла їй знову.
Як член редакційної колегії вебсайту партії, 2002 року вона продовжувала критикувати Джексона, а також Світову робочу партію за те, що вона, на її думку, занадто близька до демократів. 2008 року Гальярд працювала помічницею народного секретаря партії.